# E39
E39 eller Europaväg 39 är en europaväg som börjar i Trondheim i Norge och slutar i Ålborg i Danmark.
Den är 1 360 kilometer lång, inklusive färjor.

## Sträckning
Trondheim–Ålesund–Bergen–Stavanger–Kristiansand–(färja Norge–Danmark)–Hirtshals–Hjörring–Nörresundby–Ålborg
Anslutningar finns till E6, E136, E16, E134, E18 och E45.

## Vägstandard, färjor, broar och tunnlar

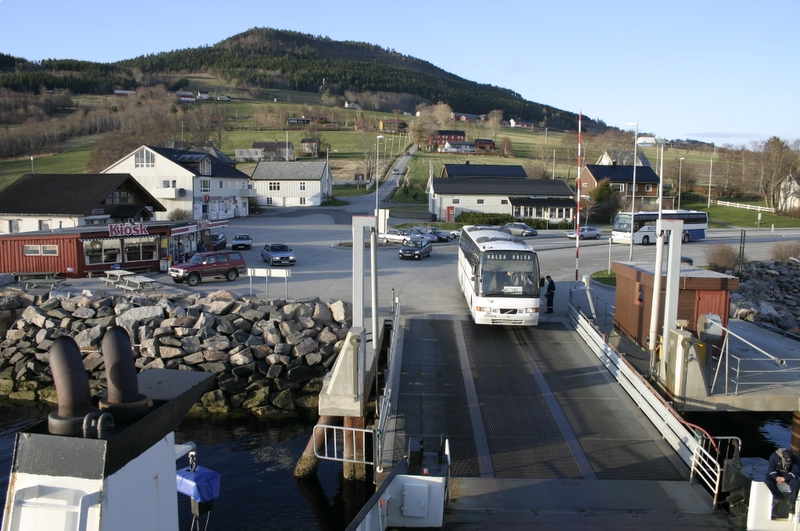
Färjan vid Halsa söder om Trondheim.

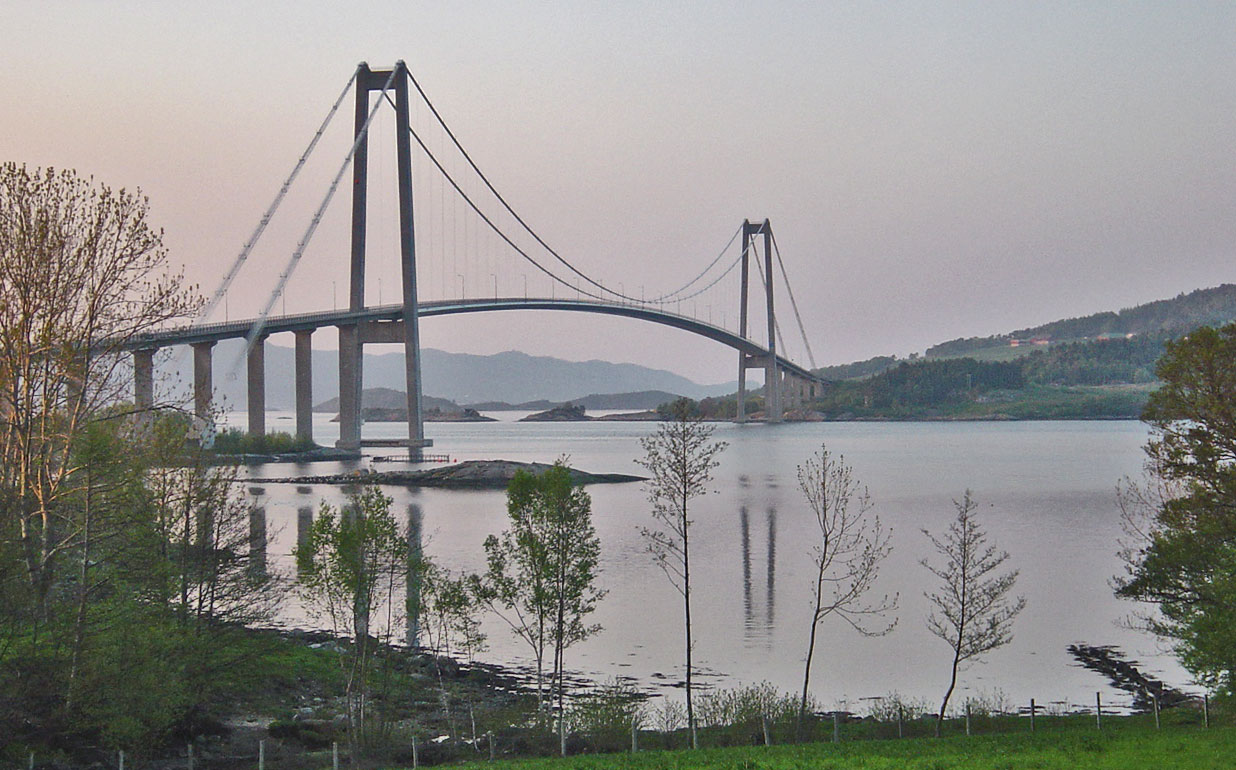
Gjemnessundbron nära Kristiansund.

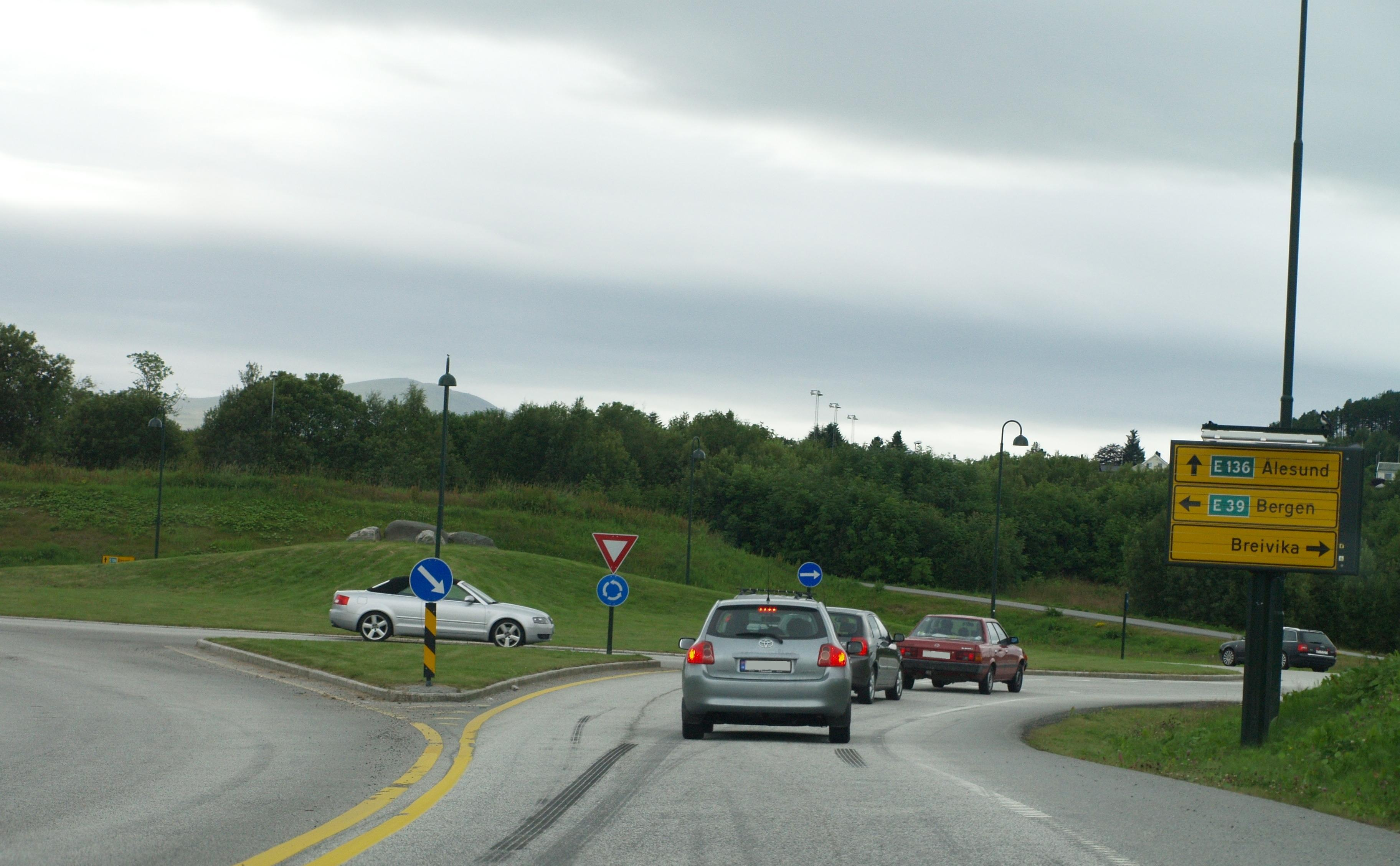
Rondellen norr om Moatunnelen i Ålesund där E136 lämnar E39.

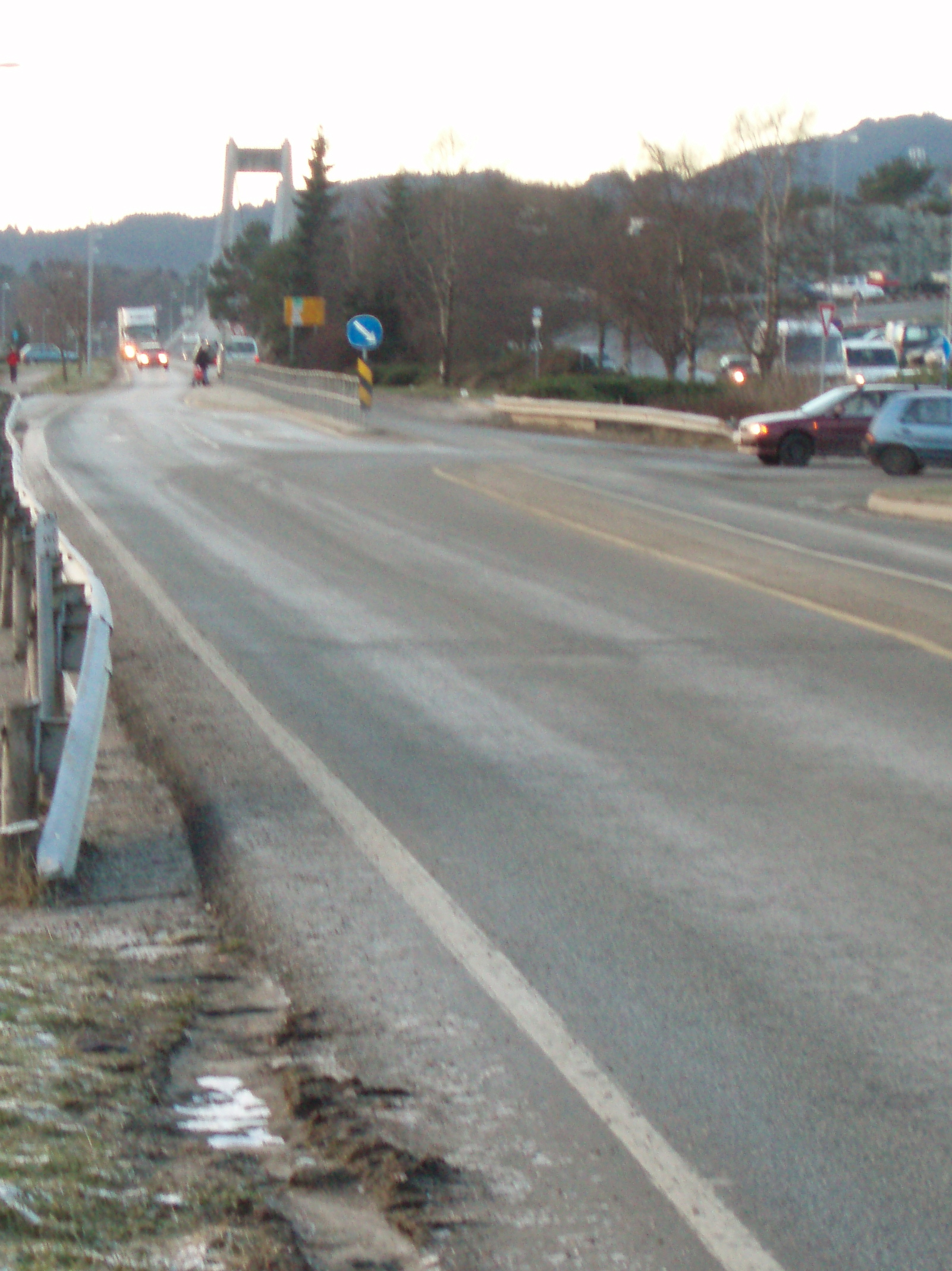
Knarvik norr om Bergen, hängbro i bakgrunden.

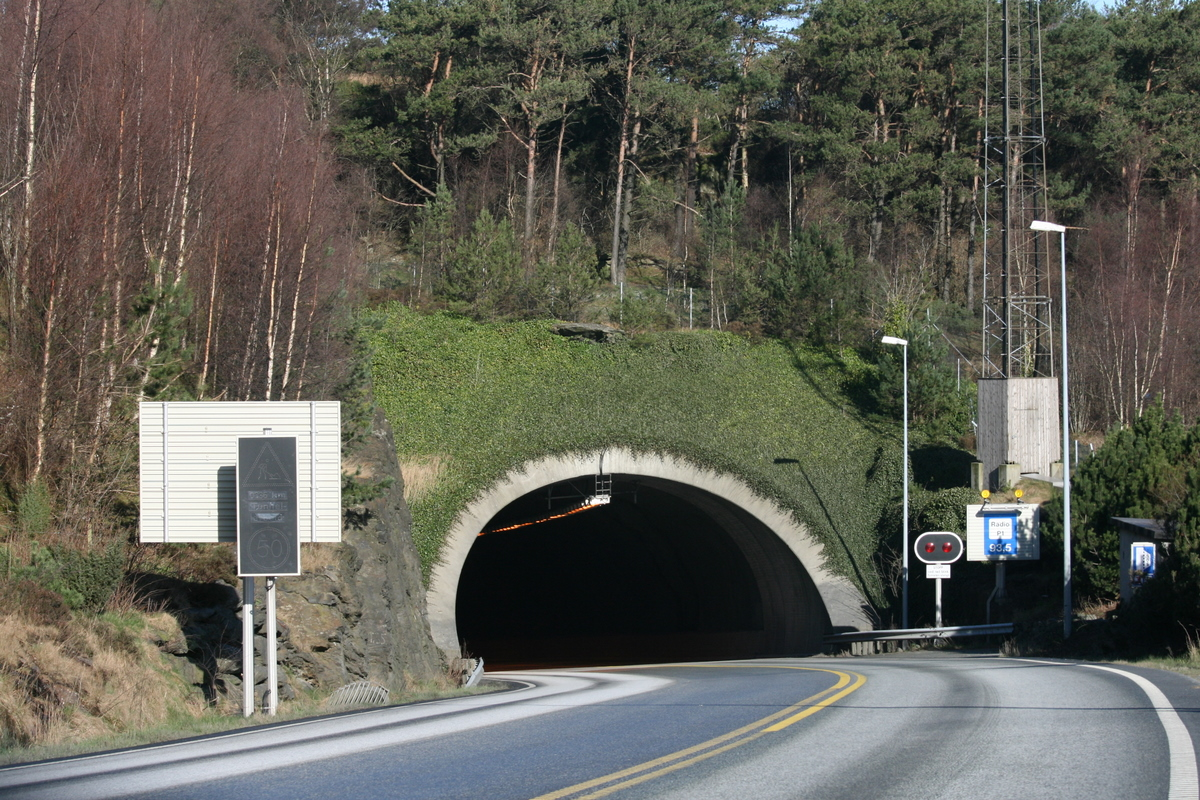
Byfjordtunnelen vid Stavanger, en av de längre tunnlarna

I Danmark är vägen motorväg. Resten av vägstandarden är blandad, från motorväg korta bitar nära Trondheim, Bergen, Stavanger till mycket smala vägsträckor här och var i berg- och fjordlandskapet. Vägbyggen har varit så kostsamma här att man hållit nere kostnaden genom att bygga mycket smala och besvärliga vägar, särskilt i glest befolkade trakter. De flesta av dem är förbättrade, ofta med tunnel. Den vanligaste vägstandarden är 7–8 meters bredd (dvs. normalbreda filer med smal vägren). Det finns 85 tunnlar. I Danmark är vägen motorväg större delen av den 60 km långa sträckan.
Det är åtta färjeförbindelser längs vägen. Det är flest bland alla vägar i Europa.
- Två korta färjor mellan Trondheim och Ålesund.
- Tre korta färjor mellan Ålesund och Bergen.
- Två korta färjor mellan Bergen och Stavanger.
- Längre färja mellan Kristiansand och Hirtshals.

Det måste finnas många färjor i och med det västnorska fjordlandskapets utseende. Att bygga fasta förbindelser är mycket dyrt. Vissa fjordar är så djupa att det är princip omöjligt att bygga fast förbindelse. En lösning kan vara flytande broar som det finns två av idag, som dock passar illa med båttrafik. Sognefjorden är 1260 meter djup och fyra kilometer bred där färjan går.
Mellan Bergen och Stavanger finns en av världens längsta och djupaste tunnlar under vatten, Bömlafjordtunneln, 7,9 km, 262 m under havet. Tunneln plus en hängbro ersatte en färjeförbindelse. Nära Kristiansund (norr om Ålesund) byggdes 1992 flera broar för vägar och en 5 km lång tunnel till staden. Det fanns 12 färjor längs E39:s nuvarande sträckning innan dess.
Målstandarden för E39 i Norge, som används vid nybyggen, är vanlig landsväg. Undantagen är nära Bergen och Stavanger, där motorväg planeras.[när?] Mellan Stavanger och Kristiansand öppnades 2006 en sträcka som är "nästan motortrafikled", det vill säga landsväg med viktigare korsningar planskilda, vilket anses vara målet för vägen på denna sträcka.

## Ombyggnadsplaner
Motorvägarna förlängs norr och söder om Bergen, framförallt Svegatjørn–Rådal, 16 km ny motorväg söder om Bergen, klar 2022.[uppföljning saknas]
Ny fyrfälts tunnel byggs under Boknafjorden, kallad Rogfast. Den blir ca 24 kilometer lång och 380 meter djup, och den klart längsta och djupaste vägtunneln under vatten i världen. Troligen klar 2027.
Ny motorväg Kristiansand–Mandal, 19 kilometer, klar 2022. Motorväg Sandnes–Ålgård söder om Stavanger planeras i flera etapper innan 2019.[uppföljning saknas] Före 2030, motortrafikled och motorväg hela sträckan Stavanger–Kristiansand och ännu längre fram motorväg Stavanger–Bergen. Regeringen har bildat ett företag, Nye Veier, som med mindre byråkrati och med lånade pengar med statsgaranti ska bygga nya vägar snabbare än vad som annars gjorts.
Det finns planer[källa behövs] på att bygga fasta förbindelser över samtliga fjordar där det är färjeförbindelse på E39 inom Norge. Men alla kvarvarande förbindelser innebär stora, tekniskt krävande och kostsamma projekt eftersom fjordarna är mycket djupa och oftast breda. Det innebär att det är tvekan och de kan dröja länge, förutom då för Rogfast.

## Alternativa vägar
På grund av vägens rikedom på färjor brukar vägen oftast inte rekommenderas på långa avstånd för transportresor. Följande vägar kan rekommenderas istället:
- Ålborg–Trondheim: E45 och E6 via Göteborg.
- Kristiansand–Trondheim: E18 och E6 via Oslo.
- Ålborg/Kristiansand/Stavanger–Bergen: E39.
- Stavanger/Bergen–Ålesund: E39 och fylkesväg 60 via Førde och Stryn.
- Stavanger/Bergen–Trondheim: E39, fylkesväg 60, riksväg 15 och E6 via Stryn och Otta. (eller E16, 55 och E6 på sommaren, endast personbil).
- Ålesund–Trondheim: E136 och E6 via Dombås.

## Historik
Numret E39 tilldelades till sträckan Ålborg–Hirtshals i Danmark i det nya europavägssystem som antogs 1983. Skyltningen genomfördes dock inte av danskarna förrän 1991. Innan dess hette vägen A14. Tanken med denna korta europaväg var att förlänga den i Norge. Detta genomfördes dock inte 1992 när Norge antog det nya systemet, utan först år 2000, då E39 förlängdes Kristiansand–Stavanger–Bergen–Ålesund–Trondheim. Detta gjordes efter det att Bömlafjordtunneln och andra broar och tunnlar var byggda, vägen ansågs alltför långsam innan dess. Sträckan hade under 1980-talet tolv stycken färjor, fyra fler än i dag. E39 i Norge ersatte Riksväg 1, Stavanger–Trondheim, och E18 Kristiansand–Stavanger. Norska Riksväg 1 hette före 1992 väg 14 söder om Ålesund samt 71 och fler nummer norr därom.

## Trafikplatser och annat längs vägen
|                                          | Nr       | Namn                    | Skyltning                                     |
| ---------------------------------------- | -------- | ----------------------- | --------------------------------------------- |
|                                          |          | Klettkrysset            | E6 Trondheim, Oslo                            |
| Motortrafikled Heimdal–Orkdal            |          |                         |                                               |
|                                          |          | Viggjatunnelen          | 2 711 m                                       |
|                                          |          | Storsandtunnelen        | 3 653 m                                       |
|                                          |          |                         | 3 broar, 100–250 m                            |
|                                          |          |                         | Ytterligare 7 tunnlar längs vägen             |
|                                          |          | Vägavgift               | 2 st stationer                                |
|                                          |          |                         | 5 trafikplatser längs vägen                   |
| Landsväg Orkdal–Halsa                    |          |                         |                                               |
|                                          |          | Färja över Halsafjorden | Halsa–Kanestraum (0:20, 2 turer/timme)        |
| Landsväg Kanestraum–Molde                |          |                         |                                               |
|                                          |          | Bergsøysundbrua         | 931 m                                         |
|                                          |          | Gjemnessundbrua         | 1 257 m                                       |
|                                          |          | Färja över Moldefjorden | Molde–Vestnes (0:35, 2 turer/timme)           |
| Landsväg Vestnes–Solavågen               |          |                         |                                               |
|                                          |          |                         | E136 Dombås                                   |
|                                          |          |                         | 4 tunnlar                                     |
|                                          |          |                         | 3 trafikplatser längs vägen                   |
|                                          |          | Färja över Storfjorden  | Solavågen–Festøya (0:20, 2–3 turer/timme)     |
| Landsväg Festøya–Lote                    |          |                         |                                               |
|                                          |          | Kvivstunnelen           | 6 490 m                                       |
|                                          |          | Lotetunnelen            | 2 859 m                                       |
|                                          |          |                         | Ytterligare 10 tunnlar längs vägen            |
|                                          |          | Färja över Nordfjorden  | Lote–Anda (0:10, 1–2 turer/timme)             |
| Landsväg Anda–Lavik                      |          |                         |                                               |
|                                          |          | Bogstunnelen            | 3 482 m                                       |
|                                          |          |                         | Ytterligare 1 tunnel längs vägen              |
|                                          |          | Färja över Sognefjorden | Lavik–Oppedal (0:20, 1–2 turer/timme)         |
| Landsväg Oppedal–Åsane                   |          |                         |                                               |
|                                          |          | Skrikebergtunnelen      | 1 508 m                                       |
|                                          |          | Jernfjelltunnelen       | 2 391 m                                       |
|                                          |          | Matrebergtunnelen       | 1 352 m                                       |
|                                          |          | Masfjordtunnelen        | 4 110 m                                       |
|                                          |          | Nipetunnelen            | 988 m                                         |
|                                          |          | Eikefettunnelen         | 4 910 m                                       |
|                                          |          | Mundalsbergtunnelen     | 1 085 m                                       |
|                                          |          | Hagelsundbrua           | 623 m                                         |
|                                          |          | Nordhordlandsbrua       | 1 614 m                                       |
|                                          |          |                         | 2 trafikplatser längs vägen                   |
|                                          |          |                         | E16 Oslo                                      |
|                                          |          |                         | Ytterligare 14 tunnlar längs sträckan         |
| Motorväg Åsane–Eidsvågen (Bergen)        |          |                         |                                               |
|                                          |          |                         | 2 tunnlar                                     |
|                                          |          |                         | 4 trafikplatser                               |
| Fyrfältsväg Eidsvågen–Bergen–Nesttun     |          |                         |                                               |
|                                          |          | Eidsvågtunnelen         | 824 m                                         |
|                                          |          | Vägavgift               | mot Bergen centrum                            |
|                                          |          | Fløyfjellstunnelen      | en tunnel per riktning 3195/3825 m            |
|                                          |          | Vägavgift               | mot Bergen centrum                            |
|                                          |          |                         | 6 trafikplatser längs vägen                   |
| Landsväg Nesttun–Halhjem                 |          |                         |                                               |
|                                          |          |                         | 2 tunnlar längs vägen                         |
|                                          |          |                         | 1 trafikplats längs vägen                     |
|                                          |          | över Bjørnafjorden      | Halhjem–Sandvikvåg (0:55, 2 turer/timme)      |
| Landsväg Sandvikvåg–Arsvågen (på Stord)  |          |                         |                                               |
|                                          |          | Bømlafjordtunnelen      | 7 888 m, 262,5 m.u.h.                         |
|                                          |          | Vägavgift               |                                               |
|                                          |          | Stordabrua              | 1 076 m, 677 m spännvidd                      |
|                                          |          |                         | Ytterligare 4 större broar längs vägen        |
|                                          |          |                         | Ytterligare 4 tunnlar längs vägen             |
|                                          |          |                         | E134 Drammen                                  |
|                                          |          |                         | 4 ytterligare trafikplatser längs vägen       |
|                                          |          | Färja över Boknafjorden | Arsvågen–Rennesøy (0:25, 2 turer/timme)       |
| Landsväg Rennesøy–Stavanger              |          |                         |                                               |
|                                          |          | Mastrafjordtunnelen     | 4 424 m, 133 m.u.h.                           |
|                                          |          | Byfjordtunnelen         | 5 875 m, 223 m.u.h.                           |
|                                          |          | Vägavgift               | mot Stavanger                                 |
|                                          |          | Byhaugtunnelen          | 638 m                                         |
|                                          |          |                         | 3 trafikplatser längs vägen                   |
| Motorväg Stavanger–Stangeland/Sandnes    |          |                         |                                               |
|                                          |          | Auglendshøyden tunnel   | 359 m                                         |
|                                          |          | Vägavgift               | mot Stavanger                                 |
|                                          |          |                         | 8 trafikplatser                               |
| Motortrafikled Stangeland–Myra (Sandnes) |          |                         |                                               |
|                                          | {{{nr}}} |                         | 3 trafikplatser                               |
| Landsväg Sandnes–Kristiansand            |          |                         |                                               |
|                                          |          |                         | 3 trafikplatser nära Sandnes                  |
|                                          |          | Austadtunnelen          | 1 040 m                                       |
|                                          |          |                         | 4 trafikplatser nära Kvinesdal/Flekkefjord    |
|                                          |          | Fedaheitunnelen         | 1 434 m                                       |
|                                          |          | Fedafjorden bru         | 570 m                                         |
|                                          |          | Teistedalstunnelen      | 1 925 m                                       |
|                                          |          | Vatlandtunnelen         | 3 184 m                                       |
|                                          |          |                         | Ytterligare 22 tunnlar Sandnes–Kristiansand   |
|                                          |          |                         | 4 trafikplatser nära Kristiansand             |
|                                          |          | Färja                   | Kristiansand–Hirtshals (4:30, 2–4 turer/dag)  |
|                                          |          | Riksgräns               | Norge–Danmark                                 |
| Motorväg Hirtshals–Ålborg                |          |                         |                                               |
|                                          | 2        |                         | Hjørring N                                    |
|                                          | 3        |                         | Hjørring C 35                                 |
|                                          | 4        |                         | Hjørring S                                    |
|                                          | 5        |                         | Vrå                                           |
|                                          | 6        |                         | Brønderslev C                                 |
|                                          | 7        |                         | Brønderslev S                                 |
|                                          |          |                         | (öst) (väst)                                  |
|                                          | 8        |                         | Tylstrup                                      |
|                                          | 9        |                         | Vestbjerg                                     |
|                                          |          |                         | E 39 3. Limfjordsförbindelsen (planerad 2034) |
|                                          | 10       | Thistedgrenen           | Høvejen 11                                    |
|                                          |          | Vendsyssel              | E 45 Frederikshavn, Aarhus                    |